# Piastra napolitana
A piastra foi a moeda na parte continental do Reino da Sicília, conhecido como Reino de Nápoles. Para diferenciá-la da piatra, que era cunhada e utilizada na própria ilha da Sicília (a "piastra siciliana"), ela era conhecida como piastra napolitana. As duas piastras tinham valores iguais, porém eram divididas de maneira diferente. A piastra napolitana era subdividida em 120 grana (singular: grano), e cada um destes em dois torneses ou doze cavalli (sing.: cavallo). Existiam também o carlino, que valia dez grana, e o ducado, que valia 100 grana.
Em 1812 a lira napolitana foi introduzida pelas forças de ocupação francesas. No entanto, depois do restauro do controle Bourbon sobre a região, uma única moeda passou a ser emitida para as chamadas Duas Sicílias, a piastra das Duas Sicílias; esta nova moeda era dividida da mesma maneira que a piastra napolitana.

## Moedas

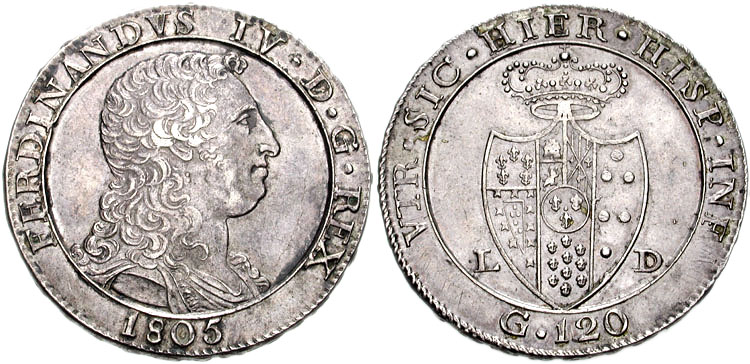
Moeda de 120 grana napolitanas (1 piastra).

No fim do século XVIII, as moedas circulavam em valores de 3, 4, 6, 9 e 12 cavalli, 3, 5, 8 e 10 torneses, 10, 20, 50 e 60 grana, 1 piastra, e 1, 2, 3 e 6 ducados. Os valores de cavalli e torneses eram cunhados em cobre, aqueles de grana, juntamente com as moedas de um ducado e uma piastra, eram cunhadas em prata, enquanto os valores mais altos o eram em ouro.
Em 1799 a efêmera República Napolitana emitiu moedas de cobre de 4 e 6 torneses, e de prata, de 6 e 12 carlini. O reino voltou a produzir moedas, muitas vezes nos mesmos valores antigos. Em 1810, uma moeda de ouro de 40 francos foi cunhada, numa espécie de prelúdio à introdução da lira, que ocorreria três anos mais tarde.